# Man Pupu Nyor

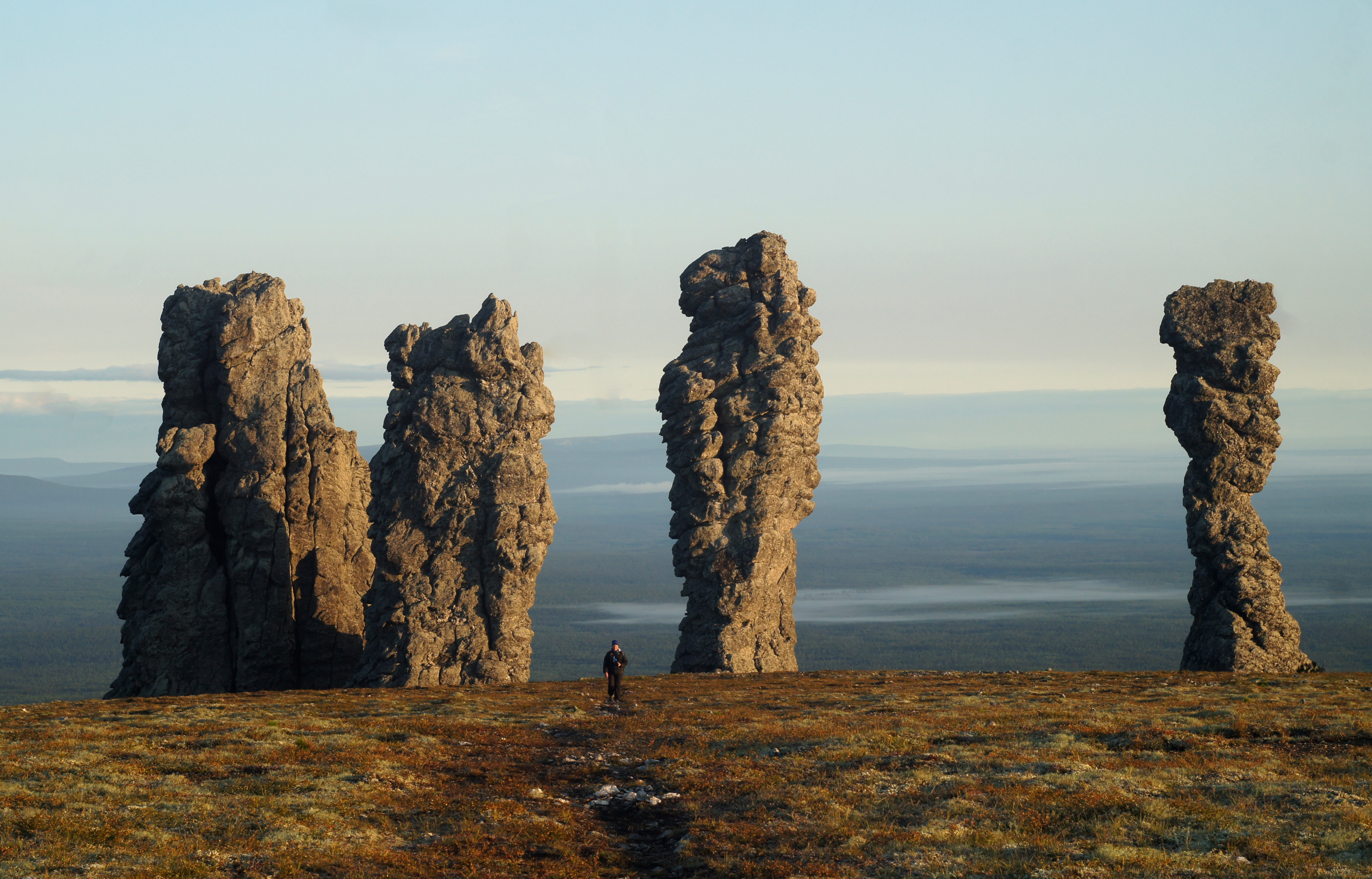
Manpoupounior

Manpoupounior (toponyme mansi signifiant en français « petite montagne des Dieux ») est le nom d'une formation rocheuse particulière du nord de l'Oural, dans le raïon de Troïtsko-Petchorsk (République des Komis, Russie). Elle est située dans la réserve naturelle de la Petchora et de l'Ilytch. Souvent appelée « les sept géants de l'Oural », elle est composée de sept colonnes rocheuses, s'élevant de 30 à 42 mètres au-dessus du sol, âgées d'environ 200 millions d'années, œuvre du travail d'érosion du vent et de la glace.

## Légende du chamane et des six géants
L'endroit était autrefois interdit à tous, sauf aux chamanes des Mansis. Selon la légende, l'un d'eux aurait jadis jeté un sort à six géants maléfiques qui s'efforçaient de franchir la montagne, les changeant ainsi en pierre. Malheureusement, un contrecoup du sort fit que le chamane en fut également victime à son tour, le transformant également en pierre ; c'est, dit-on, cette circonstance qui explique la disposition de la formation, où six blocs rocheux sont groupés, alors qu'un autre se trouve à l'écart. 

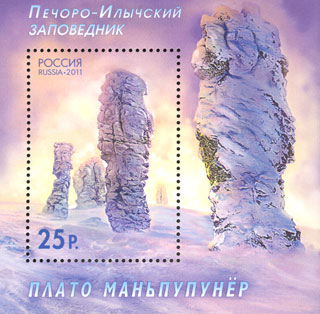
Timbre russe n° 1497 de 25 roubles émis le 29 juillet 1991 représentant les Man Pupu Nyor.